# Десятинная улица (Великий Новгород)
Десяти́нная улица находится на Софийской стороне Великого Новгорода. Проходит по территории исторических Загородского и Людина концов.
Начинается от Чудинцевой и проходит до Большой Власьевской. Примерно в середине под прямым углом пересекается с улицей Прусской. Протяжённость — 760 м.
Десятинная была образована в начале XIX века. Название получила по расположенному в непосредственной близости Десятинному монастырю. В дореволюционные времена на улице располагались владения (в том числе сад и огороды) Арихерейского Дома, находилась усадьба С. А. Бутраковой — бабушки композитора Сергея Рахманинова.
До 1920-х годов Десятинная начиналась от Прусской улицы. Примерно в это же время она была продлена до улицы Чудинцева, которая в советское время назвалась улицей Льва Толстого. Это участок первоначально предлагалось назвать улицей Герцена.
На Десятинной улице, кроме монастыря, расположены Церковь Двенадцати Апостолов на Пропастех, Дворец спорта, Государственный архив и пр. Застроена административными и многоквартирными жилыми домами.

## Десятинный раскоп
В 2008 и 2010 годы Новгородская археологическая экспедиция провела обширные изыскания в северо-западной части Людина конца, по правой стороне перекрёстка улиц Добрыни и Десятинной. Общая площадь раскопа составила 4000 м².
Десятиный раскоп стал третьим по величине новгородским раскопом после Неревского и Троицкого. Археологами были изучены слои X—XVIII веков.